# Keverstone National Park
Keverstone National Park är en park i Australien. Den ligger i delstaten New South Wales, i den sydöstra delen av landet, omkring 190 kilometer väster om delstatshuvudstaden Sydney.
Trakten runt Keverstone National Park är nära nog obefolkad, med mindre än två invånare per kvadratkilometer.. Närmaste större samhälle är Bigga, nära Keverstone National Park.
I omgivningarna runt Keverstone National Park växer huvudsakligen savannskog. Genomsnittlig årsnederbörd är 862 millimeter. Den regnigaste månaden är februari, med i genomsnitt 172 mm nederbörd, och den torraste är oktober, med 36 mm nederbörd.